# 로버트 프레스턴

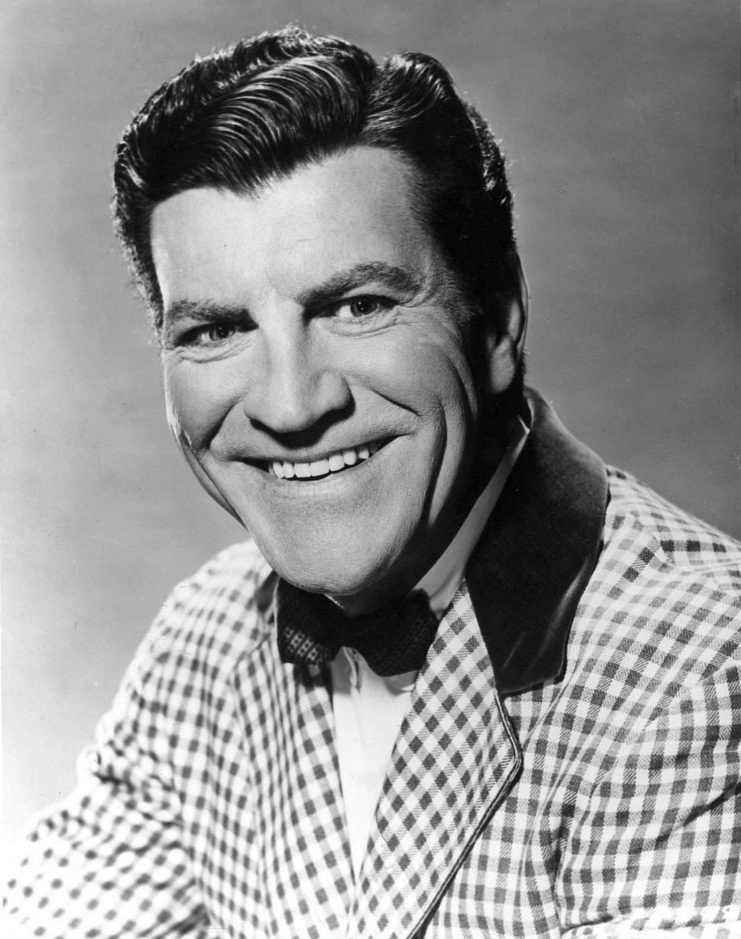

로버트 프레스턴(Robert Preston, 1918년 6월 8일 ~ 1987년 3월 21일)는 미국의 연극 배우, 영화배우, 텔레비전 배우, 가수이다.
매사추세츠주에서 태어났으며 몬테시토에서 사망하였다. 사인은 폐암이다.

## 영화
- 아웃레이지! (1986년)
- 최후의 스타화이터 (1984년) - 센타우리 역
- 살인 연습 (1982년)
- 빅터 빅토리아 (1982년)
- 할리우드의 건달들 (1981년)
- 우정의 마이애미 (1978년)
- 마미 (1974년)
- 쥬니어 보너 (1972년)
- 뮤직 맨 (1962년)
- 서부 개척사 (1962년)
- 다크 앳 더 탑 오브 더 스테어스 (1960년)
- 클라이막스! (1954년)
- 툴사 (1949년)
- 위스퍼링 스미스 (1948년)
- 빅 시티 (1948년)
- 블러드 온 더 문 (1948년)
- 버라이어티 걸 (1947년)
- 스타 스팽글드 리듬 (1942년)
- 립 더 와일드 윈드 (1942년)
- 웨이크 아일랜드 (1942년)
- 백주의 탈출 (1942년)
- 북서 기마 순찰대 (1940년)
- 보 게스티 (1939년)
- 유니언 퍼시픽 (1939년)